# Жикица Милосављевић
Жикица Милосављевић (Панчево, 14. јануар 1972) је бивши српски и југословенски рукометаш. Био је дугогодишњи репрезентативац Југославије. Играо је на позицији десног крила.

## Клубови
Жикица је за Црвену звезду наступао од 1994. до 1999. године. Освојио је три шампионске титуле (1996, 1997 и 1998) и два национална купа (1995. и 1996. године). На позицији десног крила представљао је велику опасност по противничке екипе својим брзим продорима и ефектним головима.
Већ у својој првој сезони у клубу стигао је до трофеја у Купу Југославије. Рукометни клуб је освојио свој први пехар после паузе од чак 39 година, а Милосављевић је у два финална меча против Пролетера постигао укупно осам голова и био међу најбољим играчима на терену.
Сезона 1995/96. била је најуспешнија у историји клуба. Звезда је освојила дуплу круну, а у Купу победника купова стигли су до полуфинала, где је шпанска Тека била успешнија и прошла у финале. Ипак, остварен је до данас најбољи резултат у европским такмичењима. Поред Жикице, носиоци игре у тој сјајној генерацији били су капитен Игор Бутулија, Предраг Перуничић, Владимир Петрић, голман Горан Стојановић, Бобан Кнежевић, Никола Војиновић... Милосављевић је у другом мечу финала плеј-офа против Партизана био најефикаснији у тиму Звезде са пет погодака, а екипа Љубомира Обрадовића је славила са 21:18 и освојила трећу шампионску титулу у клупској историји, а прву после 40 година.
Следеће сезоне црвено-бели су одбранили титулу са осам бодова предности у односу на другопласирани Ловћен (плеј-оф није игран због припрема репрезентације за Светско првенство). У Лиги шампиона Звезда је стигла до групне фазе, где је остварила две победе против екипе СКА из Минска и завршила такмичење као трећа у групи. Жикица је постигао 38 голова у елитном такмичењу, од тога чак 11 у реваншу квалификација против Кехре из Талина.
Трећу узастопну шампионску титулу Црвена звезда је освојила 1998. године победама у финалу плеј-офа против Железничара (29:25 и 34:30), док је у Лиги шампиона екипа поново била трећа у групи са две победе. Жикица Милосављевић је био најбољи стрелац тима у најелитнијем клупском такмичењу у Европи. Сјајну екипу из сезоне 1997/98. чинили су још Ратко Николић, Владимир Петрић, голман Ненад Пуљезевић, Петар Каписода, Никола Војиновић, Александар Аџић, Никола Еклемовић, Никола Којић...
Жикица је 1999. године каријеру наставио у дресу Прулеа из Љубљане, а 2004. године је са Цељем освојио Лигу шампиона. У каријери је још играо за шпанске клубове Кантабрију и Ваљадолид, са којим је тријумфовао у Купу победника купова 2009. године. Био је још члан Динама из Панчева, Босне, Колубаре и шабачке Металопластике са којом је играо у позним играчким годинама.

## Репрезентација
У дресу репрезентације Југославије има освојене три бронзане медаље на великим такмичењима, две на Светским првенствима (Египат 1999. и Француска 2001.) и једну са Европског шампионата 1996. у Шпанији. Проглашен је за најбоље десно крило првенства света 2001. године, а наступао је и на планетарном шампионату у Јапану 1997, када је заузето девето место, и на Олимпијским играма 2000. у Сиднеју, када је Југославија била на четвртом месту.